# Citharomangelia pellucida
Citharomangelia pellucida é uma espécie de gastrópode do gênero Citharomangelia, pertencente à família Mangeliidae.